# ریبوزیم

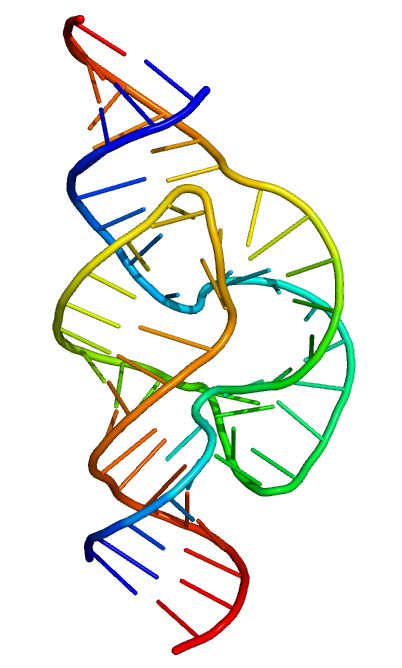
ساختار ربوزیم یک کوسه سرچکشی

ریبوزیم‌ها (آنزیم‌های اسید ریبونوکلئیک) گونه‎‌ای مولکول‌های RNA هستند که توانایی کاتالیزکردن واکنش‌های زیست‌شیمیایی خاص، ازجمله پیرایش آران‌ای در بیان ژن، مشابه عملکرد آنزیم‌های پروتئینی را دارند. در سال ۱۹۸۲، کشف ریبوزیم‌ها نشان داد که RNA می‌تواند هم ماده ژنتیکی (مانند DNA) و هم یک کاتالیزور زیستی (مانند آنزیم‌های پروتئینی) باشد و به فرضیه جهان RNA کمک کرد، که نشان می‌دهد RNA ممکن است در فرگشت سامانه‌های خودهمانندساز پری‌بیوتیک مهم بوده باشد.